# Klein schrijvertje
Het klein schrijvertje (Gyrinus minutus) is een keversoort uit de familie van de schrijvertjes (Gyrinidae). De wetenschappelijke naam van de soort is gepubliceerd in 1798 door Fabricius.